# Mykola Fesenko
Mykola Fesenko (ukrainien : Микола Сергеевич Фесенко), né le 25 décembre 1956, à Dnipropetrovsk, en République socialiste soviétique d'Ukraine, est un ancien joueur de basket-ball soviétique. Il évolue au poste d'ailier.

## Palmarès
- Champion d'Europe 1981